# Ареш
Ареш (порт. Arez)  —  район (фрегезия) в Португалии,  входит в округ Порталегре. Является составной частью муниципалитета  Низа. По старому административному делению входил в провинцию Алту-Алентежу. Входит в экономико-статистический  субрегион Алту-Алентежу, который входит в Алентежу. Население составляет 362 человека на 2001 год. Занимает площадь 55,72 км².